# Håndboldligaen 2024-25
 Ikke at forveksle med Bambusa Kvindeligaen 2024-25.
HTH Ligaen 2024-25 er den 89. sæson af Håndboldligaen, den bedste herrerække i håndbold i Danmark. Oprykkerne fra 1. Division var Grindsted GIF Håndbold, som spillede i ligaen for første gang i klubbens historie.
Aalborg Håndbold vandt grundspillet. KIF Kolding rykkede ned, da de sluttede sidst i grundspillet. Det var klubbens første nedrykning i 41 år. Aalborg Håndbold vandt også mesterskabet, da de slog Skjern Håndbold i finalen 2-0 i kampe.

## Efterspil
GOG kvalificerede sig til EHF Champions League, efter som Aalborg vandt både grundspil og mesterskab, og Danmark's anden Champions League-plads derfor gik til andenpladsen i grundspillet. Skjern Håndbold appelerede beslutningen med argumentet, at de i kraft af at have nået finalen, skulle have pladsen. Dansk Håndbold afviste appellen.

## Format
Turneringen bliver afviklet med et grundspil og et slutspil.
I grundspillet spiller alle holdene mod hinanden ude og hjemme. De otte bedste hold går videre til slutspillet. Holdene, der slutter på 9.- til 13.-pladsen går videre til kvalifikationsspillet, mens nr. 14 rykker ned i 1. division.
Slutspillet for de bedste otte hold foregår i to puljer af fire hold, der spiller alle mod alle ude og hjemme. De to bedste hold i hver pulje går videre til semifinalerne. Semifinalerne bliver spillet bedst af tre kampe, og vinderne af semifinalerne går videre til finalen, mens taberne spiller bronzekamp. Begge disse opgør bliver ligeledes spillet bedst af tre kampe.
I kvalifikationsspillet spiller holdene om 9.- til 13.-pladsen, og de møde alle mod alle enten ude eller hjemme. Holdet, der slutter på 13.-pladsen spiller nedrykningsspil mod holdene, der sluttede på anden- eller tredjepladsen i 1. division.

## Hold
| Hold                           | Sted                        | Hal                                                    | Kapacitet         | Bjerringbro‑Silkeborg Fredericia GOG TMS Kolding GGIF Mors-Thy Nordsjælland Ribe-Esbjerg Skanderborg Aarhus Skjern SønderjyskE TTH Aalborg |
| Bjerringbro-Silkeborg Håndbold | Silkeborg                   | Jysk Arena                                             | 3.900             | Bjerringbro‑Silkeborg Fredericia GOG TMS Kolding GGIF Mors-Thy Nordsjælland Ribe-Esbjerg Skanderborg Aarhus Skjern SønderjyskE TTH Aalborg |
| Fredericia HK                  | Fredericia                  | thansen Arena                                          | 2.700             | Bjerringbro‑Silkeborg Fredericia GOG TMS Kolding GGIF Mors-Thy Nordsjælland Ribe-Esbjerg Skanderborg Aarhus Skjern SønderjyskE TTH Aalborg |
| GOG                            | Gudme                       | Phønix Tag Arena                                       | 2.645             | Bjerringbro‑Silkeborg Fredericia GOG TMS Kolding GGIF Mors-Thy Nordsjælland Ribe-Esbjerg Skanderborg Aarhus Skjern SønderjyskE TTH Aalborg |
| TMS Ringsted                   | Ringsted                    | Ringsted-Hallen                                        | 1,600             | Bjerringbro‑Silkeborg Fredericia GOG TMS Kolding GGIF Mors-Thy Nordsjælland Ribe-Esbjerg Skanderborg Aarhus Skjern SønderjyskE TTH Aalborg |
| KIF Håndbold                   | Kolding                     | Sydbank Arena                                          | 4.500             | Bjerringbro‑Silkeborg Fredericia GOG TMS Kolding GGIF Mors-Thy Nordsjælland Ribe-Esbjerg Skanderborg Aarhus Skjern SønderjyskE TTH Aalborg |
| Grindsted GIF Håndbold         | Grindsted                   | Lynghallen                                             | 700               | Bjerringbro‑Silkeborg Fredericia GOG TMS Kolding GGIF Mors-Thy Nordsjælland Ribe-Esbjerg Skanderborg Aarhus Skjern SønderjyskE TTH Aalborg |
| Mors-Thy Håndbold              | Nykøbing Mors Thisted       | Sparekassen Thy Arena Mors Thyhallen                   | 1.500 1.336       | Bjerringbro‑Silkeborg Fredericia GOG TMS Kolding GGIF Mors-Thy Nordsjælland Ribe-Esbjerg Skanderborg Aarhus Skjern SønderjyskE TTH Aalborg |
| Nordsjælland Håndbold          | Helsinge Helsingør Hillerød | Helsinge Hallerne Helsingørhallen Royal Stage Hillerød | 1.500 2.400 3.040 | Bjerringbro‑Silkeborg Fredericia GOG TMS Kolding GGIF Mors-Thy Nordsjælland Ribe-Esbjerg Skanderborg Aarhus Skjern SønderjyskE TTH Aalborg |
| Ribe-Esbjerg                   | Esbjerg Ribe                | Blue Water Dokken Ribe Fritidscenter                   | 3.570 2.000       | Bjerringbro‑Silkeborg Fredericia GOG TMS Kolding GGIF Mors-Thy Nordsjælland Ribe-Esbjerg Skanderborg Aarhus Skjern SønderjyskE TTH Aalborg |
| Skanderborg Aarhus Håndbold    | Aarhus Skanderborg          | Ceres Arena Fælledhallen                               | 4.700 1.790       | Bjerringbro‑Silkeborg Fredericia GOG TMS Kolding GGIF Mors-Thy Nordsjælland Ribe-Esbjerg Skanderborg Aarhus Skjern SønderjyskE TTH Aalborg |
| Skjern Håndbold                | Skjern                      | Skjern Bank Arena                                      | 2.400             | Bjerringbro‑Silkeborg Fredericia GOG TMS Kolding GGIF Mors-Thy Nordsjælland Ribe-Esbjerg Skanderborg Aarhus Skjern SønderjyskE TTH Aalborg |
| SønderjyskE                    | Sønderborg                  | Broager Sparekasse Skansen                             | 2.200             | Bjerringbro‑Silkeborg Fredericia GOG TMS Kolding GGIF Mors-Thy Nordsjælland Ribe-Esbjerg Skanderborg Aarhus Skjern SønderjyskE TTH Aalborg |
| TTH Holstebro                  | Holstebro                   | Gråkjær Arena                                          | 3.250             | Bjerringbro‑Silkeborg Fredericia GOG TMS Kolding GGIF Mors-Thy Nordsjælland Ribe-Esbjerg Skanderborg Aarhus Skjern SønderjyskE TTH Aalborg |
| Aalborg Håndbold               | Aalborg                     | Sparekassen Danmark Arena                              | 5.000             | Bjerringbro‑Silkeborg Fredericia GOG TMS Kolding GGIF Mors-Thy Nordsjælland Ribe-Esbjerg Skanderborg Aarhus Skjern SønderjyskE TTH Aalborg |

## Grundspil
| Pos | Hold                        | K  | V  | U | T  | M+  | M-  | MF   | P  | Kvalifikation eller nedrykning  |
| --- | --------------------------- | -- | -- | - | -- | --- | --- | ---- | -- | ------------------------------- |
| 1   | Aalborg Håndbold            | 26 | 22 | 1 | 3  | 859 | 754 | +105 | 45 | Avancement til Champions League |
| 2   | GOG                         | 26 | 17 | 3 | 6  | 807 | 776 | +31  | 37 | Avancement til slutspillet      |
| 3   | Fredericia HK               | 26 | 16 | 2 | 8  | 784 | 718 | +66  | 34 | Avancement til slutspillet      |
| 4   | Mors-Thy Håndbold           | 26 | 12 | 8 | 6  | 837 | 791 | +46  | 32 | Avancement til slutspillet      |
| 5   | Skanderborg Aarhus Håndbold | 26 | 14 | 3 | 9  | 774 | 760 | +14  | 31 | Avancement til slutspillet      |
| 6   | Bjerringbro-Silkeborg       | 26 | 13 | 4 | 9  | 789 | 781 | +8   | 30 | Avancement til slutspillet      |
| 7   | Team Tvis Holstebro         | 26 | 13 | 3 | 10 | 833 | 799 | +34  | 29 | Avancement til slutspillet      |
| 8   | Skjern Håndbold             | 26 | 12 | 4 | 10 | 805 | 753 | +52  | 28 | Avancement til slutspillet      |
| 9   | SønderjyskE Herrer          | 26 | 9  | 4 | 13 | 767 | 770 | −3   | 22 |                                 |
| 10  | TMS Ringsted                | 26 | 10 | 2 | 14 | 804 | 841 | −37  | 22 |                                 |
| 11  | Nordsjælland Håndbold       | 26 | 9  | 1 | 16 | 773 | 799 | −26  | 19 |                                 |
| 12  | Ribe-Esbjerg HH             | 26 | 5  | 3 | 18 | 739 | 782 | −43  | 13 |                                 |
| 13  | Grindsted GIF Håndbold      | 26 | 4  | 4 | 18 | 694 | 800 | −106 | 12 |                                 |
| 14  | KIF Kolding                 | 26 | 2  | 6 | 18 | 694 | 835 | −141 | 10 | Nedrykning til 1. division      |

Grindsted GIF Håndbold blev tildelt en 10-0 sejr mod Ribe-Esbjerg HH, efter at Ribe-Esbjerg havde brugt en spiller, der ikke var på holdkortet, og derfor blev taberdømt. Kampen, der blev spillet d. 8. februar 2025, endte på banen 27-27.

## Slutspil

### Pulje 1: Aalborg håndbold, Skjern Håndbold, Skanderborg-Aarhus, Mors-Thy
| Pos | Hold                        | K | V | U | T | M+  | M-  | MF  | P  | Kvalifikation              |
| --- | --------------------------- | - | - | - | - | --- | --- | --- | -- | -------------------------- |
| 1   | Aalborg Håndbold            | 6 | 5 | 1 | 0 | 182 | 158 | +24 | 13 | Går videre til semifinalen |
| 2   | Skjern Håndbold             | 6 | 2 | 2 | 2 | 181 | 176 | +5  | 6  | Går videre til semifinalen |
| 3   | Skanderborg Aarhus Håndbold | 6 | 2 | 1 | 3 | 180 | 192 | −12 | 5  |                            |
| 4   | Mors-Thy Håndbold           | 6 | 0 | 2 | 4 | 189 | 206 | −17 | 3  |                            |

1. ↑  Aalborg Håndbold tog 2 point med fra grundspillet.
2. ↑  Mors-Thy tog 1 point med fra grundspillet.

### Pulje 2: GOG, THH, Bjerringbro-Silkeborg, Fredericia
| Pos | Hold                  | K | V | U | T | M+  | M-  | MF | P  | Kvalifikation              |
| --- | --------------------- | - | - | - | - | --- | --- | -- | -- | -------------------------- |
| 1   | GOG                   | 6 | 4 | 1 | 1 | 176 | 176 | 0  | 11 | Går videre til semifinalen |
| 2   | Team Tvis Holstebro   | 6 | 3 | 2 | 1 | 183 | 177 | +6 | 8  | Går videre til semifinalen |
| 3   | Bjerringbro-Silkeborg | 6 | 2 | 1 | 3 | 183 | 181 | +2 | 5  |                            |
| 4   | Fredericia HK         | 6 | 1 | 0 | 5 | 171 | 179 | −8 | 3  |                            |

1. ↑  GOG tog 2 point med fra grundspillet.
2. ↑  Fredericia HK tog 1 point med fra grundspillet.

### Semifinaler
| Dato    | Dato    | Dato    | Hjemmehold i 1. kamp og 3. kamp | Hjemmehold i 2. kamp | Resultat | Resultat | Resultat | Resultat |
| 1. kamp | 2. kamp | 3. kamp | Hjemmehold i 1. kamp og 3. kamp | Hjemmehold i 2. kamp | Samlet   | 1. kamp  | 2. kamp  | 3. kamp  |
| ------- | ------- | ------- | ------------------------------- | -------------------- | -------- | -------- | -------- | -------- |
| 25.05   | 28.05   | 31.05   | GOG                             | Skjern Håndbold      | 78-85    | 25-19    | 27-38    | 26-28    |
| 25.05   | 28.05   | 31.05   | Aalborg                         | TTH Holstebro        | 65-54    | 28-23    | 37-31    |          |

- Der spilledes bedst af 3 kampe. I tilfælde af pointlighed efter kamp 2, spilledes en afgørende 3. kamp.

### Bronzekamp
| Dato    | Dato    | Dato    | Hjemmehold i 1. kamp og 3. kamp | Hjemmehold i 2. kamp | Resultat | Resultat | Resultat | Resultat |
| 1. kamp | 2. kamp | 3. kamp | Hjemmehold i 1. kamp og 3. kamp | Hjemmehold i 2. kamp | Samlet   | 1. kamp  | 2. kamp  | 3. kamp  |
| ------- | ------- | ------- | ------------------------------- | -------------------- | -------- | -------- | -------- | -------- |
| 04.06   | 07.06   | 11.06   | GOG                             | TTH Holstebro        | 99-92    | 28-30    | 33-32    | 38-30    |

- Der spilledes bedst af 3 kampe. I tilfælde af pointlighed efter kamp 2, spilledes en afgørende 3. kamp.

### Finale
| Dato    | Dato    | Dato    | Hjemmehold i 1. kamp og 3. kamp | Hjemmehold i 2. kamp | Resultat | Resultat | Resultat | Resultat |
| 1. kamp | 2. kamp | 3. kamp | Hjemmehold i 1. kamp og 3. kamp | Hjemmehold i 2. kamp | Samlet   | 1. kamp  | 2. kamp  | 3. kamp  |
| ------- | ------- | ------- | ------------------------------- | -------------------- | -------- | -------- | -------- | -------- |
| 04.06   | 07.06   | 11.06   | Aalborg Håndbold                | Skjern               | 55-48    | 26-22    | 29-26    |          |

- Der spilledes bedst af 3 kampe. I tilfælde af pointlighed efter kamp 2, spilledes en afgørende 3. kamp.

## Kvalifikationsspil

### Nedrykningstabel
| Pos | Hold                   | K | V | U | T | M+  | M-  | MF  | P | Kvalifikation eller nedrykning |
| --- | ---------------------- | - | - | - | - | --- | --- | --- | - | ------------------------------ |
| 9   | SønderjyskE Håndbold   | 4 | 2 | 1 | 1 | 114 | 107 | +7  | 7 |                                |
| 10  | Ribe-Esbjerg HH        | 4 | 3 | 0 | 1 | 112 | 97  | +15 | 7 |                                |
| 11  | Nordsjælland Håndbold  | 4 | 2 | 1 | 1 | 102 | 101 | +1  | 6 |                                |
| 12  | TMS Ringsted           | 4 | 0 | 1 | 3 | 110 | 124 | −14 | 3 |                                |
| 13  | Grindsted GIF Håndbold | 4 | 1 | 1 | 2 | 113 | 122 | −9  | 3 | Nedrykningskampe               |

1. ↑  SønderjyskE Håndbold tog 2 point med fra grundspillet.

### Nedrykningskamp
| Dato    | Dato    | Hjemmehold i 1. kamp | Hjemmehold i 2. kamp   | Resultat | Resultat | Resultat | Resultat |         |
| 1. kamp | 2. kamp | Hjemmehold i 1. kamp | Hjemmehold i 2. kamp   | 3. kamp  | Samlet   | 1. kamp  | 2. kamp  | 3. kamp |
| ------- | ------- | -------------------- | ---------------------- | -------- | -------- | -------- | -------- | ------- |
| 17.05   | 21.05   | 25.05                | Grindsted GIF Håndbold | Skive fH | 95-87    | 32-31    | 37-29    | 27-26   |

## Statistik

### Topscorere

#### Grundspil
| Nr | Navn                   | Klub                  | Mål |
| -- | ---------------------- | --------------------- | --- |
| 1  | Nicolaj Jørgensen      | SønderjyskE           | 239 |
| 2  | Noah Gaudin            | Skjern Håndbold       | 165 |
| 3  | Tobias Grøndahl        | GOG                   | 151 |
| 4  | William Aar            | TTH Holstebro         | 145 |
| 5  | Marcus Midtgaard       | Mors-Thy Håndbold     | 143 |
| 6  | Tobias Nielsen         | TMS Ringsted          | 136 |
| 6  | Morten Hempel Jensen   | Skanderborg Aarhus    | 136 |
| 8  | Kristoffer Vestergaard | Grindsted             | 134 |
| 9  | Carl-Emil Haunstrup    | Nordsjælland Håndbold | 133 |
| 9  | Edwin Aspenbäck        | TTH Holstebro         | 133 |

Kilde:

### Årets Hold

#### Grundspillet
Årets hold for grundspillet blev annonceret d. 16. april 2025.
| Position     | Spiller           | Klub            |
| ------------ | ----------------- | --------------- |
| Målvogter    | Christoffer Bonde | Skjern Håndbold |
| Venstre fløj | Martin Bisgaard   | Fredericia HK   |
| Venstre back | Noah Gaudin       | Skjern Håndbold |
| Playmaker    | Nicolaj Jørgensen | SønderjyskE     |
| Streg        | Andreas Søgaard   | Ribe-Esbjerg HH |
| Højre back   | Edwin Aspenbäck   | TTH Holstebro   |
| Højre fløj   | Tobias Nielsen    | Ribe-Esbjerg HH |